# Yvann Titi
Pour les articles homonymes, voir Titi.
Yvann Titi, né le 5 mai 2006 à Strasbourg en France, est un footballeur français qui joue au poste d'arrière droit à l'ESTAC Troyes.

## Biographie

### Carrière en club
Né à Strasbourg en France, Yvann Titi est formé à l'ESTAC Troyes, où il intègre le groupe professionnel qui joue en Ligue 2 lors de la saison 2023-2024.

### Carrière en sélection
En mai 2023, Yvann Titi est sélectionné avec l'équipe de France des moins de 17 ans pour prendre part à l'Euro 2023 qui a lieu en Hongrie,. La France atteint la finale de la compétition après avoir battu l'Espagne de Lamine Yamal et Marc Guiu (3-1),, devant toutefois s'incliner aux tirs au but face à l'Allemagne de Noah Darvich et Paris Brunner lors du dernier match de la compétition après un score de 0-0,.
Il est ensuite convoqué avec l'équipe de France des moins de 17 ans pour participer à la Coupe du monde des moins de 17 ans qui a lieu en novembre 2023. La France y atteint la finale où elle affronte l'Allemagne.

## Palmarès
France -17 ans
- Championnat d'Europe
  - Finaliste en 2023